# Binodoxys hirsutus
Binodoxys hirsutus är en stekelart som först beskrevs av Wang och Zhiming Dong 1993.  Binodoxys hirsutus ingår i släktet Binodoxys och familjen bracksteklar. Inga underarter finns listade.